# Batracomorphus maia
Batracomorphus maia är en insektsart som beskrevs av Knight 1983. Batracomorphus maia ingår i släktet Batracomorphus och familjen dvärgstritar. Inga underarter finns listade i Catalogue of Life.